# G++
g++ és l'àlies tradicional de GNU C++, un conjunt lliure de compiladors de C++. Forma part del GCC, GNU Compiler Collection (de l'anglès, col·lecció de compiladors GNU).
En sistemes operatius GNU, gcc és l'ordre usada per a executar el compilador de C, mentre que g++ executa el compilador de C++.